# Serie A2 1988-1989 (pallacanestro maschile)
Il campionato italiano di pallacanestro di serie A2 1988-89 è composto di 16 squadre che disputano un girone all'italiana con partite di andata e ritorno. La vittoria vale 2 punti, la sconfitta 0. In caso di parità sono previsti i supplementari.
Le prime 2 classificate avranno il diritto di partecipare ai play-off insieme alle prime 10 squadre classificate in serie A1, saranno inoltre promosse alla serie A1 1989-90.
Le classificate dal 3º al 10º posto disputeranno due gironi di spareggio insieme a 4 squadre di serie A1 (classificate dall'11º al 14º posto): le prime 2 classificate di ogni girone giocheranno la prossima stagione in serie A1.
Le ultime 2 classificate della serie A2 retrocedono in serie B1.

## Stagione regolare

### Risultati
Tabellone gare Legabasket Serie A2 1988-89

### Classifica
|  |     | Classifica finale 1988-1989 | Pt | G  | V  | P  | PtF  | PtS  |
|  | --- | --------------------------- | -- | -- | -- | -- | ---- | ---- |
|  | 1.  | Standa Reggio Calabria      | 46 | 30 | 23 | 7  | 2815 | 2579 |
|  | 2.  | Irge Desio                  | 44 | 30 | 22 | 8  | 2816 | 2733 |
|  | 3.  | Neutroroberts Firenze       | 36 | 30 | 18 | 12 | 2770 | 2702 |
|  | 4.  | Kleenex Pistoia             | 32 | 30 | 16 | 14 | 2515 | 2462 |
|  | 5.  | Glaxo Verona                | 32 | 30 | 16 | 14 | 2690 | 2612 |
|  | 6.  | IDS Sharp Montecatini       | 32 | 30 | 16 | 14 | 2721 | 2754 |
|  | 7.  | Filodoro Brescia            | 32 | 30 | 16 | 14 | 2745 | 2716 |
|  | 8.  | Marr Rimini                 | 30 | 30 | 15 | 15 | 2564 | 2553 |
|  | 9.  | Annabella Pavia             | 28 | 30 | 14 | 16 | 2507 | 540  |
|  | 10. | Fantoni Udine               | 28 | 30 | 14 | 16 | 2894 | 2904 |
|  | 11. | Braga Cremona               | 28 | 30 | 14 | 16 | 2458 | 2526 |
|  | 12. | Jollycolombani Forlì        | 26 | 30 | 13 | 17 | 2582 | 2628 |
|  | 13. | San Benedetto Gorizia       | 26 | 30 | 13 | 17 | 2666 | 2689 |
|  | 14. | Teorema Arese               | 24 | 30 | 12 | 18 | 2690 | 2703 |
|  | 15. | Sangiorgese P.S. Giorgio    | 22 | 30 | 11 | 19 | 2559 | 2683 |
|  | 16. | Caripe Pescara              | 14 | 30 | 7  | 23 | 2580 | 2788 |

## Play-off
Standa Reggio Calabria e Irge Desio accedono ai play-off con le prime 10 di serie A1.

## Play-out
Due gironi da 6 squadre che si incontrano in partite di andata e ritorno. Vi partecipano le classificate dall'11º al 14º posto di serie A1, e le classificate dal 3º al 10º posto di A2. Le prime 2 classificate di ogni girone giocheranno la stagione 1989-90 in serie A1, le altre in serie A2.

### Girone Verde

#### Classifica
|  |    | Classifica play-out verde 89-90 | Pt | G  | V | P | PtF | PtS |
|  | -- | ------------------------------- | -- | -- | - | - | --- | --- |
|  | 1. | Cantine Riunite Reggio Emilia   | 14 | 10 | 7 | 3 | 890 | 815 |
|  | 2. | Phonola Roma                    | 14 | 10 | 7 | 3 | 825 | 785 |
|  | 3. | Glaxo Verona                    | 12 | 10 | 6 | 4 | 849 | 837 |
|  | 4. | Kleenex Pistoia                 | 12 | 10 | 6 | 4 | 820 | 786 |
|  | 5. | Marr Rimini                     | 6  | 10 | 3 | 7 | 848 | 917 |
|  | 6. | Fantoni Udine                   | 2  | 10 | 1 | 9 | 869 | 961 |

#### Risultati
Risultati

### Girone Giallo

#### Classifica
|  |    | Classifica play-out giallo 89-90 | Pt | G  | V | P | PtF  | PtS  |
|  | -- | -------------------------------- | -- | -- | - | - | ---- | ---- |
|  | 1. | Neutroroberts Firenze            | 16 | 10 | 8 | 2 | 1007 | 942  |
|  | 2. | IDS Sharp Montecatini            | 14 | 10 | 7 | 3 | 974  | 943  |
|  | 3. | Ipifim Torino                    | 12 | 10 | 6 | 4 | 1013 | 960  |
|  | 4. | Allibert Livorno                 | 10 | 10 | 5 | 5 | 916  | 905  |
|  | 5. | Annabella Pavia                  | 4  | 10 | 2 | 8 | 892  | 940  |
|  | 6. | Filodoro Brescia                 | 4  | 10 | 2 | 8 | 955  | 1067 |

#### Risultati
Risultati

## Verdetti
- Promossa in serie A1:  - Standa Reggio Calabria.
Formazione Viola Reggio Calabria 1988-1989: Stefano Attruia, Gustavo Tolotti, Giovanni Spataro, Giampiero Savio, Alessandro Santoro, Lucio Laganà, Dan Caldwell, Gerardo Brienza, Donato Avenia, Phil Zevenbergen. Giocatori svincolati o trasferiti: Claudio Russo, Rocco Famà, Fabio Vignone, Rob Lock. Allenatore: Tonino Zorzi